# Tyjae Spears
Tyjae Spears (Hammond, Luisiana; 15 de junio de 2001) es un jugador profesional estadounidense de fútbol americano, se desempeña en la posición de running back en Tennessee Titans, en la National Football League (NFL).

## Carrera
Hizo su debut profesional con el equipo Tennessee Titans, lleva jugando una temporada, comenzó en el 2023.